# الفروسية في الألعاب الأولمبية الصيفية 2020
تضمنت أحداث الفروسية في دورة الألعاب الأولمبية الصيفية لعام 2020 في طوكيو ثلاثة تخصصات لكل من المسابقات الفردية والجماعية. 
كان من المقرر إقامتها أصلاً في 25 يوليو - 8 أغسطس 2020، ولكن وبسبب وباء COVID-19، تم تأجيل الألعاب بشكل كامل، وتمت جدولة أحداث الفروسية لتكون في 24 يوليو - 7 أغسطس 2021.

## التأهل
تم تقسيم 200 مقعد للفروسية بين التخصصات الثلاثة بشكل التالي (75 للقفز، 65 للحدث، 60 للترويض). تتكون الفرق في كل تخصص من ثلاثة أزواج من الخيول والفرسان؛ أي لجنة وطنية تؤهل فريقًا (20 فريقًا للقفز، و 15 فريقًا للحدث والترويض) تلقائيا تحصل على 3 مقاعد في المسابقة الفردية لهذا التخصص. يمكن للجان الوطنية التي لم تتأهل إلى مسابقات الفرق أن تكسب مكانًا فرديًا في الترويض والقفز، وما يصل إلى مقعدين فرديين في الأحداث، ليصبح المجموع 15 مشاركة في القفز والترويض و 20 في التسابق. تتأهل الفرق بشكل أساسي من خلال مسابقات محددة (ألعاب الفروسية العالمية والبطولات القارية)، بينما يتأهل الأفراد من خلال التصنيف. الدولة المضيفة ، اليابان ، تأهلت تلقائيًا فريقًا في كل تخصص.   

## الدول المشاركة
تأهلت 50 دولة. من المقرر أن تشارك إستونيا ولاتفيا ولوكسمبورغ وسنغافورة وسريلانكا لأول مرة في مسابقات الفروسية.
- الأرجنتين (3)
- أستراليا (9)
- النمسا (5)
- بيلاروس (2)
- بلجيكا (7)
- البرازيل (7)
- كندا (6)
- تشيلي (2)
- الصين (6)
- كولومبيا (1)
- جمهورية التشيك (5)
- الدنمارك (5)
- جمهورية الدومينيكان (2)
- الإكوادور (1)
- مصر (3)
- إستونيا (1)
- فنلندا (1)
- فرنسا (9)
- ألمانيا (9)
- بريطانيا العظمى (9)
- هونغ كونغ (1)
- الهند (1)
- جزيرة أيرلندا (7)
- إسرائيل (3)
- إيطاليا (5)
- اليابان (9)
- الأردن (1)
- لاتفيا (1)
- لوكسمبورغ (1)
- المكسيك (4)
- المغرب (4)
- هولندا (8)
- نيوزيلندا (6)
- النرويج (1)
- بولندا (3)
- البرتغال (4)
- بورتوريكو (1)
- خطأ لوا في وحدة:Country_alias على السطر 165: Invalid country alias: OCR.
- سنغافورة (1)
- جنوب إفريقيا (2)
- كوريا الجنوبية (1)
- إسبانيا (5)
- سريلانكا (1)
- السويد (9)
- سويسرا (7)
- سوريا (1)
- تايبيه الصينية (1)
- تايلاند (3)
- أوكرانيا (2)
- الولايات المتحدة (9)

## شكل المنافسة

### الترويض
تتكون الفرق من ثلاثة رياضيين ، يتنافس جميعهم أيضًا على ميداليات فردية. الدول بدون فريق يمكن أن يمثلها رياضي فردي.
تبدأ منافسة الترويض مع Grand Prix ، والتي تعد بمثابة مؤهل لكل من المنافسات الجماعية والفردية. ينقسم الرياضيون إلى ست سباقات من عشرة رياضيين لكل منهم ، مع تحديد مواعيد التصفيات الثلاثة الافتتاحية لليوم الأول ، والباقي في اليوم الثاني. يتم سحب التصفيات بحيث لا يمكن تخصيص أكثر من رياضي واحد لكل NOC لنفس الحرارة. بمجرد انتهاء سباقات الجائزة الكبرى ، يتم تحديد نتائج الفريق عن طريق إضافة الدرجات الفردية لأعضاء الفريق المعني. تتأهل الفرق الثمانية الأولى المصنفة لنهائي الفريق (Grand Prix Special) ، بينما يتأهل أفضل لاعبين فرديين من كل مباراة ، بالإضافة إلى أفضل ستة رياضيين في المرتبة التالية ، إلى النهائي الفردي (Grand Prix Freestyle).
Grand Prix Special ، الذي يستخدم لتحديد ميداليات الفريق ، هو اختبار ترويض أكثر صرامة مع التركيز على التحولات الصعبة (مثل المشي - الحياكة المجمعة). يتم إجراء خاص للموسيقى التي يختارها الرياضيون ، والتي ، مع ذلك ، لا يتم الحكم عليها. نظرًا لأن القائمة تم مسحها تمامًا بعد سباق الجائزة الكبرى ، يتم تحديد ميداليات الفريق بناءً على النتائج التي تم تحقيقها في Special. يُسمح للدول المشاركة في نهائي الفريق بدخول لاعب بديل بين سباق الجائزة الكبرى وحتى ساعتين قبل السباق الخاص.
Grand Prix Freestyle مفتوح لـ 18 رياضيًا ويستخدم لتحديد الميداليات الفردية. يصمم كل رياضي اختباره الخاص للطراز الحر ، والذي يجب أن يكون مضبوطًا على الموسيقى ويجب أن يحتوي على 16 حركة إلزامية. يمكن للركاب تصميم اختبار لقوة خيولهم ، بالإضافة إلى دمج الحركات الأكثر صعوبة من تلك المطلوبة في سباق الجائزة الكبرى أو الخاص (مثل الدوران في piaffe أو تغييرات الطيران على خط منحنى) من أجل زيادة درجات. يتم تخصيص الميداليات الفردية بناءً على النتائج في Freestyle.

### محاكمة الخيول
يتم تشغيل المنافسات على الميداليات الجماعية والفردية بشكل متزامن. يقوم كل رياضي ، يركب نفس الحصان ، بإجراء اختبار ترويض ، جولة عبر الضاحية ، وجولة قفز. تُمنح ميداليات الفريق بعد ذلك عن طريق جمع عشرات أعضاء الفريق معًا من المراحل الثلاث. الفريق صاحب أقل عدد من نقاط الجزاء يفوز بالميدالية الذهبية. يؤدي أفضل 25 رياضيًا فرديًا بعد جولة القفز الأولى جولة قفز ثانية ونهائية لتحديد الميداليات الفردية. لذلك ، فإن أولئك الذين يتنافسون على المجد الفردي يكملون اختبار ترويض واحد وجولة عبر الضاحية ، وجولتي قفز.
يتم استبعاد الرياضيين الذين يفشلون لأسباب مختلفة في بدء أو إنهاء أي من المراحل من المنافسة الفردية. تحصل الفرق التي تضم رياضيين تم إقصاؤهم على نقاط جزاء: 100 نقطة جزاء لكل رياضي تم إقصاؤه أثناء مرحلتي الترويض والقفز ، و 200 نقطة جزاء لكل رياضي تم إقصاؤه خلال مرحلة اختراق الضاحية. بينما يتم استبعادهم من الحدث الفردي ، يمكن للرياضيين الذين تم استبعادهم الاستمرار في التنافس في المراحل التالية مع فرقهم ، ما لم يتم استبعادهم بسبب العرج أو سقوط الحصان أو إساءة استخدام الخيل أو استبعادهم بطريقة أخرى. يمكن للفرق أيضًا تقديم لاعب احتياطي في أي نقطة من المسابقة. في هذه الحالة ، يتم منح الفريق المعني 20 نقطة جزاء إضافية.

### القفز
يتم تشغيل المسابقات الفردية والجماعية بشكل منفصل.
المنافسة الفردية هي الأولى وتستغرق يومين من المنافسة. يعتبر يوم المنافسة الأول بمثابة تصفيات ، حيث قد يبدأ 75 رياضيًا. يتعامل كل رياضي مع نفس المسار ، والذي يتضمن 12 إلى 14 عقبة مرقمة. يتم تصنيف الرياضيين على أساس العدد المتراكم من نقاط الجزاء ، ويتقدم أفضل 30 لاعبًا إلى النهائي الفردي. في حالة التعادل على مركز التأهل الأخير ، يتم فصل الرياضيين حسب وقت الجولة. يقام النهائي الفردي على مسار مختلف يتضمن 12 إلى 15 عقبة مرقمة. يتم تصنيف الرياضيين مرة أخرى بناءً على العدد المتراكم من نقاط الجزاء. إذا تم تعادل اثنين أو أكثر من الرياضيين للحصول على مركز ميدالية ، يتم حل التعادل في قفزة.
يعتبر اليوم الأول من منافسات الفرق بمثابة تصفيات ، ويتم فتحها لما مجموعه 20 فريقًا. في نهاية التصفيات ، تتلقى الفرق ترتيبها عن طريق إضافة العقوبات التي تكبدها أعضاء الفريق الثلاثة. الرياضيون الذين ينسحبون أو يتم إقصاؤهم أو الذين يتقاعدون من المنافسة لن يحصلوا على نتيجة. سيتم وضع الفرق التي تضم لاعبًا واحدًا انسحب أو تقاعد أو تم إقصاؤه من تصفيات الفريق وفقًا للعقوبات المجمعة التي يتحملها اللاعبان اللذان أكملوا المسابقة. يتم وضع الفرق التي أكمل فيها جميع الرياضيين الثلاثة المنافسة دون استبعادهم أو اعتزالهم أمام فرق تضم اثنين من الرياضيين فقط أكملوا المنافسة دون استبعادهم أو اعتزالهم. سيتم استبعاد الفرق التي تضم اثنين من الرياضيين الذين انسحبوا و / أو تقاعدوا و / أو تم استبعادهم من المنافسة. تتقدم أفضل 10 فرق بناءً على نتائج التصفيات إلى نهائي الفريق. في حالة التعادل في مكان التأهل الأخير ، يتم فصل الفرق حسب الوقت المشترك لأعضاء فريقهم الثلاثة. يقام نهائي الفريق على مسار مختلف. يتم ترتيب الفرق مرة أخرى بناءً على العدد المتراكم من نقاط الجزاء لأعضاء فريقهم. في حالة تعادل فريقين أو أكثر للحصول على مركز ميدالية ، يتم حل التعادل في قفزة.

## جدول المسابقة
جميع الأوقات بتوقيت اليابان القياسي ( UTC + 9 ).  
| يوم              | تاريخ                  | يبدأ  | ينهي  | حدث          | مرحلة                                              |
| ---------------- | ---------------------- | ----- | ----- | ------------ | -------------------------------------------------- |
| اليوم 1          | السبت 24 يوليو 2021    | 17:00 | 22:00 | ترويض فردي   | سباق الجائزة الكبرى للترويض ، اليوم الأول          |
| اليوم 1          | السبت 24 يوليو 2021    | 17:00 | 22:00 | ترويض الفريق | سباق الجائزة الكبرى للترويض ، اليوم الأول          |
| اليوم الثاني     | الأحد 25 يوليو 2021    | 17:00 | 22:00 | ترويض فردي   | سباق الجائزة الكبرى للترويض ، اليوم الثاني         |
| اليوم الثاني     | الأحد 25 يوليو 2021    | 17:00 | 22:00 | ترويض الفريق | سباق الجائزة الكبرى للترويض ، اليوم الثاني         |
| اليوم الرابع     | الثلاثاء 27 يوليو 2021 | 17:30 | 22:40 | ترويض الفريق | الترويض فريق الجائزة الكبرى الخاصة                 |
| يوم 5            | الأربعاء 28 يوليو 2021 | 17:30 | 21:25 | ترويض فردي   | الترويض فردي الجائزة الكبرى حرة                    |
| اليوم السابع     | الجمعة 30 يوليو 2021   | 8:00  | 11:10 | حدث فردي     | ترويض بسباق الثلاثي ، اليوم الأول - الجلسة الأولى  |
| اليوم السابع     | الجمعة 30 يوليو 2021   | 8:00  | 11:10 | حدث الفريق   | ترويض بسباق الثلاثي ، اليوم الأول - الجلسة الأولى  |
| اليوم السابع     | الجمعة 30 يوليو 2021   | 17:30 | 20:55 | حدث فردي     | ترويض سباقات الخيل اليوم الأول - الجلسة الثانية    |
| اليوم السابع     | الجمعة 30 يوليو 2021   | 17:30 | 20:55 | حدث الفريق   | ترويض سباقات الخيل اليوم الأول - الجلسة الثانية    |
| اليوم الثامن     | السبت 31 يوليو 2021    | 8:00  | 11:10 | حدث فردي     | ترويض سباقات الخيل - اليوم الثاني - الجلسة الثالثة |
| اليوم الثامن     | السبت 31 يوليو 2021    | 8:00  | 11:10 | حدث الفريق   | ترويض سباقات الخيل - اليوم الثاني - الجلسة الثالثة |
| اليوم التاسع     | الأحد 1 أغسطس 2021     | 8:30  | 11:55 | حدث فردي     | منافسة عبر الضاحية                                 |
| اليوم التاسع     | الأحد 1 أغسطس 2021     | 8:30  | 11:55 | حدث الفريق   | منافسة عبر الضاحية                                 |
| اليوم العاشر     | الاثنين 2 أغسطس 2021   | 17:00 | 22:25 | حدث فردي     | القفز بسباق الثلاثي                                |
| اليوم العاشر     | الاثنين 2 أغسطس 2021   | 17:00 | 22:25 | حدث الفريق   | القفز بسباق الثلاثي                                |
| اليوم 11         | الثلاثاء 3 أغسطس 2021  | 19:00 | 22:45 | القفز الفردي | تصفيات القفز الفردي                                |
| اليوم الثاني عشر | الأربعاء 4 أغسطس 2021  | 19:00 | 21:40 | القفز الفردي | نهائي القفز الفردي                                 |
| اليوم الرابع عشر | الجمعة 6 أغسطس 2021    | 19:00 | 22:05 | قفز الفريق   | تصفيات قفز الفريق                                  |
| اليوم الخامس عشر | السبت 7 أغسطس 2021     | 19:00 | 21:20 | قفز الفريق   | نهائي قفز الفريق                                   |

## ملخص الميدالية
*   البلد المضيف (مضيف)
| المرتبة | دول              | ذهبية | فضية | برونزية | المجموع |
| ------- | ---------------- | ----- | ---- | ------- | ------- |
| 1       | ألمانيا          | 3     | 1    | 0       | 4       |
| 2       | بريطانيا العظمى  | 2     | 1    | 2       | 5       |
| 3       | السويد           | 1     | 1    | 0       | 2       |
| 4       | الولايات المتحدة | 0     | 2    | 0       | 2       |
| 5       | أستراليا         | 0     | 1    | 1       | 2       |
| 6       | هولندا           | 0     | 0    | 1       | 1       |
| 6       | بلجيكا           | 0     | 0    | 1       | 1       |
| 6       | فرنسا            | 0     | 0    | 1       | 1       |
| المجموع | المجموع          | 6     | 6    | 6       | 18      |

### الحاصلون على الميداليات
| ترويض فردي       | Jessica von Bredow-Werndl · on Dalera (ألمانيا)                                                                         | أيزابيل ويرث · on Bella Rose (ألمانيا)                                                                                          | شارلوت دوغاردان · on Gio (بريطانيا العظمى)                                                                              |  |  |  |
| ترويض فرق        | ألمانيا · Jessica von Bredow-Werndl · on Dalera · دوروثي شنايدر · on Showtime · أيزابيل ويرث · on Bella Rose            | الولايات المتحدة · Sabine Schut-Kery · on Sanceo · أدريان لايلي · on Salvino · ستيفن بيترز · on Suppenkasper                    | بريطانيا العظمى · Charlotte Fry · on Everdale · كارل هيستر · on En Vogue · شارلوت دوغاردان · on Gio                     |  |  |  |
|                  | | | |  |  |  |
| محاكمة خيول فردي | Julia Krajewski · on Amande de B'Neville (ألمانيا)                                                                      | Tom McEwen ‏ · on Toledo de Kerser (بريطانيا العظمى)                                                                             | أندرو هوي · on Vassily de Lassos (أستراليا)                                                                             |  |  |  |
| محاكمة خيول فرق  | بريطانيا العظمى · لورا كوليت · on London 52 · Tom McEwen ‏ · on Toledo de Kerser · Oliver Townend · on Ballaghmore Class | أستراليا · Kevin McNab · on Don Quidam · أندرو هوي · on Vassily de Lassos · شاين روز · on Virgil                                | فرنسا · Nicolas Touzaint · on Absolut Gold · Karim Laghouag · on Triton Fontaine · Christopher Six · on Totem de Brecey |  |  |  |
|                  | | | |  |  |  |
| قفز فردي         | بين ماهر · on Explosion W (بريطانيا العظمى)                                                                             | Peder Fredricson · on All In (السويد)                                                                                           | Maikel van der Vleuten · on Beauville Z (هولندا)                                                                        |  |  |  |
| قفز فرق          | السويد · Henrik von Eckermann · on King Edward · Malin Baryard-Johnsson · on Indiana · Peder Fredricson · on All In     | الولايات المتحدة · Laura Kraut · on Baloutinue · جيسيكا سبرينغستين · on Don Juan van de Donkhoeve · McLain Ward · on Contagious | بلجيكا · Pieter Devos · on Claire Z · Jérôme Guery · on Quel Homme de Hus · Grégory Wathelet · on Nevados S             |  |  |  |

## روابط خارجية
- كتاب النتائج

قالب:الفروسية في الألعاب الأولمبية الصيفية